# David Friedrich Strauss

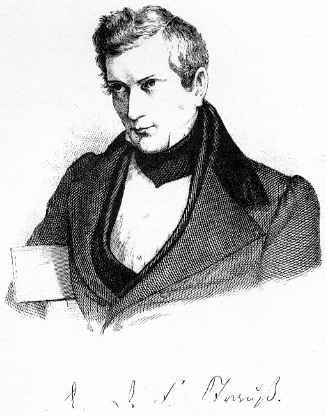
David Friedrich Strauss

David Friedrich Strauss (Ludwigsburg, 27 januari 1808 - aldaar, 8 februari 1874) was een theoloog, filosoof en schrijver, bekend vanwege zijn boek over het "Leven van Jezus", dat hij voor een mythologisch opgesierd leven van een Joods rabbijn verklaarde. 
Strauss was een leerling van Ferdinand Christian Baur, studeerde in 1825 af aan de Universiteit van Tübingen en wordt gerekend tot de Tübinger school. Hij gaf enkele jaren les aan het gymnasium, gevestigd in de middeleeuwse en sfeervolle Abdij van Maulbronn. In 1831 werd hij een volgeling van Hegel en Friedrich Schleiermacher in Berlijn. 
In 1835/36 gaf hij zijn "Leben Jesu kritisch bearbeitet" uit, dat een storm van verzet opriep. Hij werd aan de pas opgerichte Universiteit Zürich ontslagen nog voor hij aan het werk toog. Strauss is nooit ergens opnieuw benoemd.
In 1840/41 gaf hij "Die Christliche Glaubenslehre" uit, waarin hij geheel met kerk en geloof brak. In Nederland werd Strauss nagevolgd door Johannes van Vloten en Conrad Busken Huet. 
Strauss wijdde zich een tijdlang aan de politiek en schreef verschillende biografieën. In 1872 publiceerde hij zijn laatste werk: "Der alte und der neue Glaube", waarin hij het christelijk geloof door een soort van Darwinisme probeerde te vervangen.

## Bron
- Oosthoek's Geïllustreerde Encyclopaedie (1917)

- Bibsys: 90335448
- Biblioteca Nacional de España: XX971276
- Bibliothèque nationale de France: cb13014244x (data)
- Catàleg d'autoritats de noms i títols de Catalunya: 981058511644906706
- CiNii: DA02832627
- Gemeinsame Normdatei: 118619055
- International Standard Name Identifier: 0000 0001 2129 8692
- Library of Congress Control Number: n50010947
- Nationale Bibliotheek van Letland: 000240976
- MusicBrainz: f986de24-a54d-4be7-813a-9b4fe4d910d7
- Bibliotheek van het Japanse parlement: 00516435
- Nationale Bibliotheek van Tsjechië: skuk0001338
- Nationale bibliotheek van Australië: 35528424
- Nationale Bibliotheek van Israël: 987007268539805171
- Nationale Bibliotheek van Polen: a0000001215000
- Nationale en Universitaire bibliotheek Zagreb: 000362300
- Nederlandse Thesaurus van Auteursnamen: 070320756
- ORCID: 0000-0003-1684-5123
- Réseau des bibliothèques de Suisse occidentale: 02-A027149231
- Istituto Centrale per il Catalogo Unico: CUBV150507
- LIBRIS: 268572
- Système universitaire de documentation: 02760957X
- Trove: 985670
- Virtual International Authority File: 41974365
- WorldCat: E39PBJkxGPwyDrCW3B6vhyPCwC